# Marin Petrić
Marin Petrić (* 21. Februar 1980 in Neumünster) ist ein ehemaliger deutscher Basketballspieler kroatischer Abstammung. Er bestritt 49 Spiele in der Basketball-Bundesliga.

## Karriere
Petrić wuchs zeitweilig in Kroatien auf, spielte dann in den Jugendmannschaften von Bayer Leverkusen, gewann mit dem Verein 1995 die deutsche C-Jugend- und 1996 die deutsche B-Jugendmeisterschaft und wurde später in den Bundesligakader des damaligen Rekordmeisters hochgezogen. Ab der Bundesliga-Saison 1998/99 wurde er in einzelnen Spielen in der Basketball-Bundesliga eingesetzt. 2000 folgte ein Wechsel nach Bamberg, wo er in Doppellizenz im Kader des Erstligisten TSK und dessen Kooperationspartner TSV Tröster Breitengüßbach aus der zweiten Liga stand. Er absolvierte kein Spiel in der ersten Liga in der Bundesliga-Saison 2000/01, allerdings wurde er mit TSV Tröster Breitengüßbach Vizemeister der zweiten Liga Süd. In der folgenden Saison kehrte er nach Leverkusen zurück, wo er einen Vertrag bei Bayer Leverkusen unterschrieb und parallel eine Ausbildung bei Bayer anfing. Da er aber auch hier keine Spielzeit bekam, wechselte er 2002 zum Zweitligisten Düsseldorf Magics, wo sich seine Spielanteile erhöhten und er zum Stammspieler avancierte. Seine beste Spielzeit hatte er wohl in der Zweitliga-Saison 2005/06, als er gut 16 Punkte und knapp 3 Assists pro Spiel erzielte und im Januar 2006 zum Spieler des Monats der 2. Bundesliga Gruppe Nord ernannt wurde.
Nach dem Ende der Spielzeit 2005/06 konnten sich die Magics und Petrić nicht über eine Vertragsverlängerung einigen, so dass er in die Schweiz zum Meister aus Boncourt wechselte. Bereits im Januar 2007 kehrte er ins Rheinland nach Grevenbroich zurück, konnte aber den Abstieg der BSG aus der zweiten Liga nicht verhindern. Im Anschluss war er zunächst beim Regionalligisten Capone Düsseldorf gemeldet, wechselte aber in der Saison 2007/08 erneut ins Ausland, diesmal in die fünfte spanische Liga EBA zum CB Aridane auf La Palma. Im Januar 2008 bekam er einen Vertrag in der LEB Bronce, der vierten Liga, bei CB Promobys aus Tíjola in der andalusischen Provinz Almería. In der folgenden Saison kehrte nach Deutschland zurück, wo er vom ProB-Ligisten USC Freiburg verpflichtet wurde. In der Saison 2009/10 spielte der ehemalige Erstligist USC, obwohl sportlich nicht qualifiziert, eine Klasse höher in der ProA.
In der Sommerpause 2010 bekam er erneut die Möglichkeit, wiederum eine Klasse höher zu spielen und nach Düsseldorf in die Bundesliga zurückzukehren. Die Erstliga-Lizenz seines früheren Vereins Bayer Leverkusen war 2008 mitsamt einem Teil der Mannschaft nach Düsseldorf verkauft worden und hatte den Zweitligisten Magics verdrängt, befand sich jedoch nach der verkorksten Bundesliga-Saison 2009/10, die mit einem Abstiegsplatz sportlich und der Insolvenz der bisherigen Trägergesellschaft endete, in einem Umbruch. Nachdem der Erstligaverbleib nur durch den Erwerb einer Wild Card gesichert werden konnte und sowohl das Personal auf Führungs- wie auch auf der Spielerebene fast vollständig wechselte, stellte Petrić ein Bindeglied zu vergangenen Zeiten im Düsseldorfer Basketball dar.
Petrić zog sich zu Beginn der Saison 2010/11 einen Fußbruch zu und konnte erst nach vier Monaten Mitte Februar wieder eingesetzt werden. Im Anschluss wurde er trotz der langen Verletzungspause zu einem wertvollen Spieler in der Rotation seiner Mannschaft und steigerte seine Einsatzzeit auf durchschnittlich knapp 14 Minuten, wobei diese in den letzten drei Begegnungen auf 25 Minuten stieg. Seine Saisonbestleistung erzielte er gegen den BBC Bayreuth, als er mit 15 Punkten der beste Schütze der Rheinländer war. Während seiner Verletzungszeit hatte er Trainer Murat Didin in der Trainingsarbeit assistiert. Am Saisonende mussten die Düsseldorfer diesmal als Tabellenletzter tatsächlich absteigen. Die Mannschaft musste erneut beinahe vollständig umgebaut werden, ging aber trotzdem mit Aufstiegshoffnungen in die ProA-Spielzeit 2011/12, in der man jedoch nur knapp die Play-offs um den Aufstieg erreichte und in der entscheidenden Play-off-Runde den Kirchheim Knights unterlegen war. Dabei konnte Petrić die statistischen Werte bestätigen, die er zwei Jahre zuvor noch beim USC Freiburg erzielt hatte und erreichte eine zweistellige Punktausbeute im Schnitt trotz leicht verringerter Einsatzzeit gegenüber seiner Zeit in Freiburg. In der ProA-Runde 2012/13 gelang nun der sportliche Aufstieg, als man sich in den Play-offs durchsetzen konnte und nur die Finalserie gegen Mitaufsteiger SC Rasta Vechta verlor. Der Verein erhielt jedoch keine Lizenz für die höchste Spielklasse und in einer Nachprüfung wurde dem Verein schließlich auch die Lizenz für die bisherige Spielklasse ProA entzogen. Petrić bekam zu Beginn der folgenden Saison einen befristeten Vertrag beim Erstligisten TBB Trier als Ersatz für den verletzten Anthony Canty.
Zur Saison 2014/2015 erhielt Petrić keinen neuen Vertrag in Trier und wechselte daraufhin zu den RheinStars Köln in die 1. Regionalliga West, mit denen er den Aufstieg in die 2. Basketball-Bundesliga erreichte. Dort erhielt man eine Wildcard für die nächsthöhere Klasse ProA und Petrić verpasste auf dem zwölften Platz mit Aufsteiger RheinStars in der ProA-Saison 2015/16 nur wegen des schlechteren direkten Vergleichs die Play-offs um den Aufstieg in die höchste Spielklasse. Anschließend wurde sein Vertrag in Köln kein weiteres Mal verlängert, worauf Petrić eine Klasse tiefer zur ProB-Saison 2016/17 zu den ScanPlus Baskets Elchingen wechselte, die in den 1990er Jahren erstklassig gespielt hatten. Im Spieljahr 2017/18 gewann er mit den Elchingern, die bereits vor dem Einzug ins Finale erklärt hatten, sich nicht um eine ProA-Lizenz beworben zu haben, den Meistertitel in der 2. Bundesliga ProB. Petrić kam auf dem Weg zum Titel in 30 Begegnungen zum Einsatz und erzielte im Mittel sechs Zähler pro Spiel.
Petrić stieg ins Trainergeschäft ein und übernahm 2019 das Amt bei der U16-Mannschaft des Bundesligisten Ratiopharm Ulm. Er bestritt in der Saison 2019/20 noch zwei Spiele für die Mannschaft OrangeAcademy. Im Sommer 2023 wurde er Sportdirektor beim Zweitligisten SG ART Giants Düsseldorf.

### Familie
Sein Sohn Marko Petrić schlug ebenfalls eine Leistungsbasketballlaufbahn ein. In Ulm betreute er seinen Sohn im Jugendbereich zeitweise als Trainer.